# Завадівка (Білоцерківський район)
Зава́дівка — село в Україні, у Володарській селищній громаді Білоцерківського району Київської області. Розташоване на правому березі річки Рогозянка (притока Росі) за 7 км на південний захід від селища Володарка. Через село проходить автошлях Р17. Населення становить 880 осіб.

## Історія
Територія села заселялась ще з III—IV століття н. е. Тут селились землеробські племена черняхівської культури.
Назва Завадівка, ймовірно, походить від польського «завадзіць» — перешкода. З цього місцеві краєзнавці роблять висновок, що «Завада» в минулому мала сторожове призначення для Володарського замку, залога якого певний час складалась із надвірних козаків. А можливо, це була назва водної перешкоди, якою була Рогозянка на дорозі до Володарщини.
Завадівські землі заселялися нерівномірно, переважно це були хутори, на яких оселялися поселенці-шляхтичі, а тому Завадівка відома з середини XVIII століття під назвою Володарських хуторів і належала до Володарського ключа. У 1785 році Володарські хутори були в орендному утриманні Войцеха Діяківського, керуючого графа Мединського. Згодом Діяківський з братами викупив у власність все поселення, яке було перейменоване на Завадівку. Його нащадки на середину XIX ст. зберегли за собою тільки незначну частину земель.
Активно завадівські землі заселяються після третього поділу Польщі у 1795 році. Вільні шляхтичі поселялися на праву сторону від Рогозянки. На хуторі за лісовим масивом Дубина жила родина Бухонських, яка охороняла його з давніх-давен. Крайній від Дубини оселився Ковальський, а далі по вулиці — Барицькі, Вербицькі, Чопівські. На вигоні оселилися родини Білецьких, Годинських, Ганецьких, Завадських, Патківських, Бариловичів, Барганівських, Ільніцьких, Шоломіцьких, Годлевських, Бачинських тощо. Лінгвістичний аналіз дає змогу стверджувати, що це були родини польських переселенців.
1840 року володарський поміщик Леопольд Абрамович придбав землі у Завадівці. Він переселив Бухонських, Ковальських, Барицьких, Тульвінських, Юхимовичів до центру села, а на місці їхніх поселень наказав будувати будинок для управителя маєтком і господарські будівлі. Орні землі поблизу села поміщик забрав собі, а шляхтичам земельні наділи були нарізані за Березовим Яром і біля могили Орлиха. За наказом нового власника селяни збудували на переїзді через Рогозянку високу греблю, поряд був збудований ставок, до якого від будинку вели паркові алеї. На греблі згодом було збудовано водяний млин.
Поміщик Абрамович почав заселяти Завадівку кріпаками, яких переводив із інших своїх маєтків. Село розбудовувалося у дві лінії: у верхній лінії були помешкання шляхтичів, а у нижній, до протоки, — оселі кріпаків.
Урочище Зелюньки поміщик у 1846 році наказав обкопати канавою й організував тут вирощування посівного матеріалу цукрових буряків. Тут поселився агроном-управитель, було зведено приміщення для прислуги та робітників.
Після інвентарної реформи 1847—1848 рр. селянам Завадівки належало 561 га землі, тоді як поміщикові належало 1239 гектарів. Поміщицьке господарство спеціалізувалось в основному на вирощуванні коноплі, зернових, а згодом — на вирощуванні цукрових буряків.
На 1860 рік у Завадівці проживало православних — 581 особа. Значною була греко-католицька громада — 102 особи. Ще в 1791 році в селі була збудована церква Воздвиження Хреста Чесного Господнього. Вона належала греко-католицькій громаді села аж до 1839 року, коли УГКЦ була заборонена російським царизмом після польського національно-визвольного повстання 1830—1831 рр. В тому ж році вона була перебудована, поставлений новий іконостас, і її було підпорядковано Білоцерківській єпархії РПЦ. Церкві належало 60 десятин землі.
Станом на 1885 рік у колишньому власницькому селі Володарської волості Сквирського повіту Київської губернії мешкало 713 осіб, налічувалось 67 дворових господарств, існували православна церква, школа, постоялий будинок, водяний і вітряний млини.
За переписом 1897 року кількість мешканців зросла до 1370 осіб (663 чоловічої статі та 707 — жіночої), з яких 1220 — православної віри.
Згодом на кошти сільської громади та поміщика у 1906 році було збудовано кам'яну церкву. За радянської епохи приміщення церкви, що збереглося і нині, сильно постраждало під час переобладнання під сільський клуб.
Саме при церкві 1860 року священиком Іваном Прокоповичем Бутовським була відкрита перша в Завадівці церковнопарафіяльна школа. Розміщувалася вона в будинку священика, і в ній навчалося 18 учнів. Надалі до завадівської школи стали запрошувати і світських вчителів, серед яких відомими є Данило Якубович Зарубенко та Тимофій Самійлович Корнилюк. Останнім дореволюційним наставником місцевої приходської школи був священик Макарій Іванович Нечаєвський, призначений до Завадівської парафії та школи в 1909 році. На 1915 рік у школі вже навчалося 40 хлопчиків і 8 дівчаток.
1878 року Завадівка, як посаг за дочкою Абрамовича Аделею, перейшла у володіння поміщика Руліковського. За нього у Завадівці над ставком було зведено поміщицький будинок, побудовано читальню, поряд розташувався будинок для челяді — «офіцини». Останнім власником завадівських земель був поміщик Кобилянський.
Неоднозначно завадівчани зустріли революційні події 1917 року: частина з них залишалися прибічниками Центральної Ради, частина орієнтувалася на більшовиків. Сільський ревком очолив Іщук Михайло.
Ситуація змінилася в роки НЕПу, коли селяни добровільно почали об'єднуватися у кооперативи. У 1922 році в Завадівці виник сільськогосподарський кооператив «Рось», а на землях Дружби — СОЗ.
У 1929—1933 роках у селі було проведено насильницьку колективізацію, і створено два колгоспи. Після 1939 року вони носили назви ім. XVIII партійного з'їзду (до 1938 року ім. Балицького) в с. Завадівка, а на землях СОЗу — ім. Леніна.
Жахливий Голодомор, що охопив обидва завадівські господарства, забрав, за неповними даними, життя 285 осіб. У часи колективізації були розкуркулені господарства, а їх мешканці позбавлені навіть житла, яке відійшло до колгоспного майна.

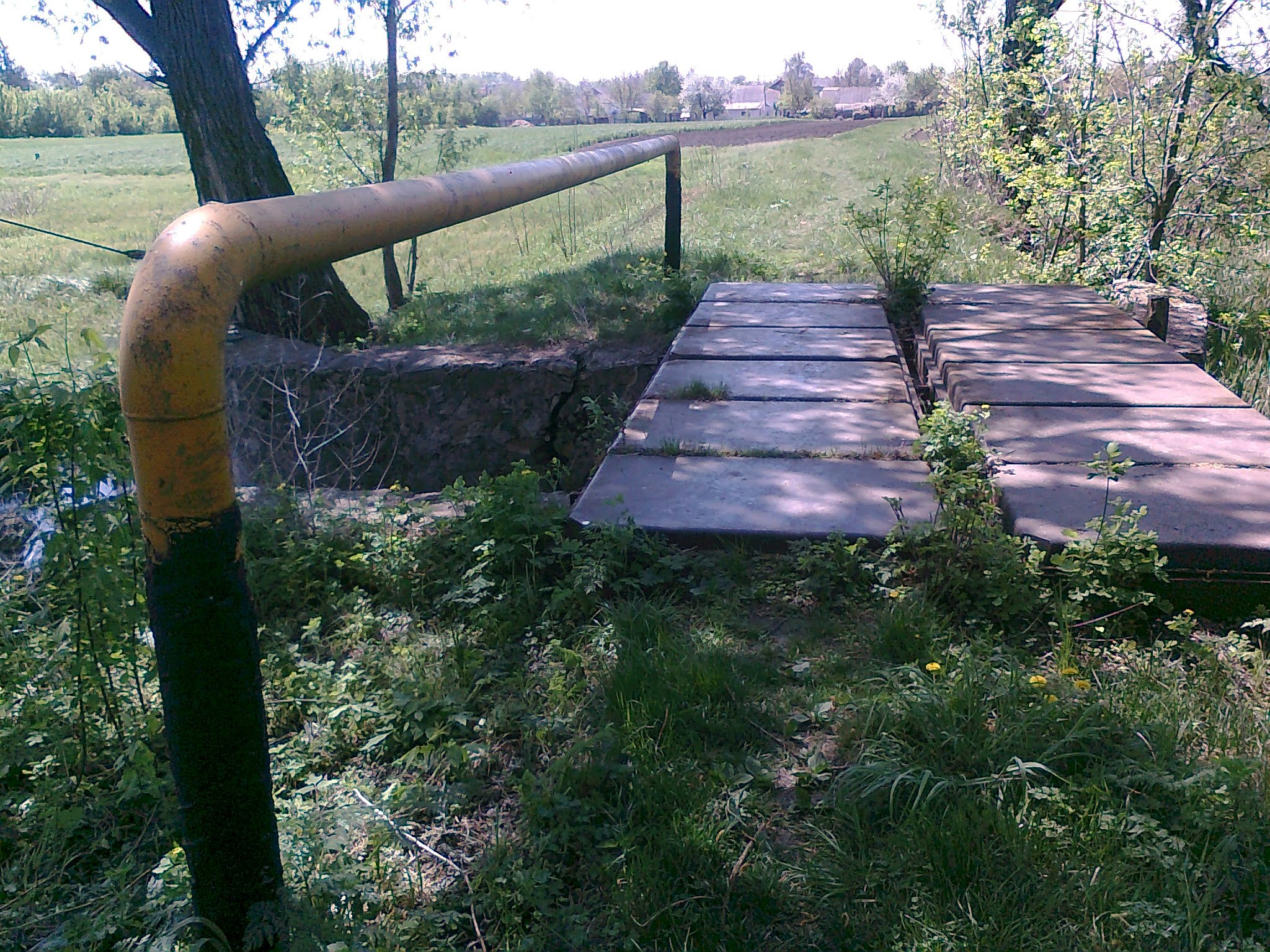
Міст та газопровід через річку Рогозянку

У 1937—1938 рр. були заарештовані й засуджені до розстрілу трійкою при УНКВС у Київській області колгоспники Діяківський Франц Йосипович, Козуленко Іван Михайлович, Вербицький Роман Іванович, до речі, поляк. Колгоспник Годинський Павло Михайлович був засуджений до 10-ти років сталінських таборів. Всі ці «вороги народу» були посмертно реабілітовані у 1989 р. за відсутністю складу будь-якого злочину.
У роки гітлерівської окупації господарству села було завдано значної шкоди. 128 юнаків і дівчат були вивезені на примусові роботи до Німеччини. У перші дні окупації були розстріляні член ВКП(б) Буднік Григор та співробітник НКВС Юрченко Д. А., який намагався підірвати автомобіль з ворожими солдатами. Були заарештовані за підозрою в нелояльності до окупаційних властей і не повернулися в рідне село колгоспники Снитко Михайло, Стадник Григор, Коцюк Степан. У роки окупації діяла місцева церква, у якій службу правив священик Ломаков Олександр Степанович, згодом він виїхав з району. 217 завадівчан героїчно билися на фронтах Другої світової війни, 103 воїни не повернулися до рідної домівки.
На момент визволення від окупантів у самій Завадівці було 232 двори, проживали 913 жителів. Було створено 4 рільничих бригади й одна городня. В них працювали 340 осіб.
На 31 грудня 1945 року на території Завадівської сільської ради проживало 1185 осіб: чоловіків — 430, жінок — 755. У місцевій школі, яку очолювала Ільніцька Ольга Михайлівна навчалося 285 учнів: хлопців — 133, дівчат — 152.

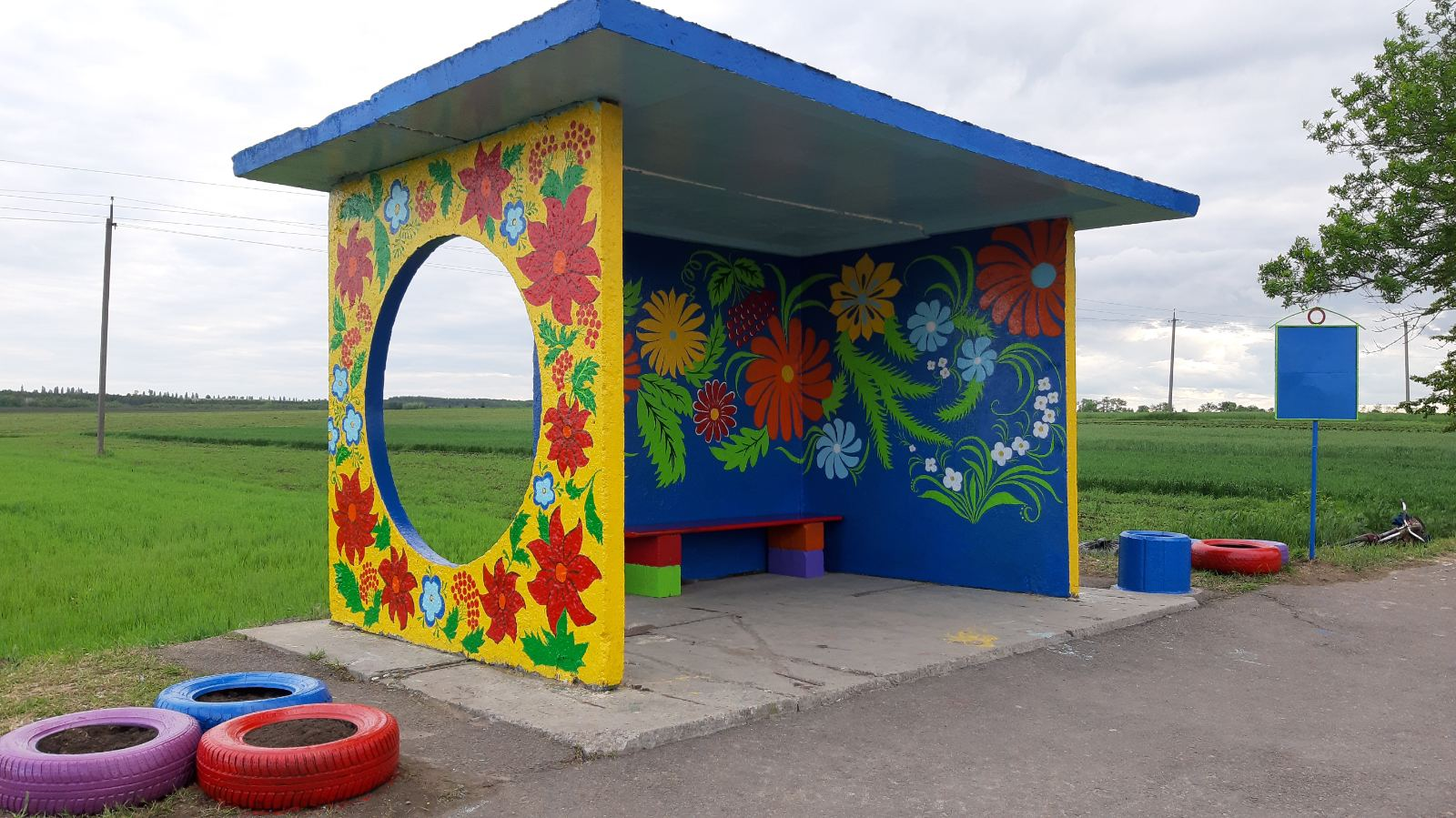
Художньо оформлена автобусна зупинка

11 серпня 1950 року на загальних зборах колгоспників було прийнято рішення про об'єднання двох колгоспів в один — колгосп ім. XVIII партз'їзду, головою колгоспу залишився Барилович Павло Тимофанович. Саме з його діяльністю колгосп досяг високих показників у виробництві сільськогосподарської продукції, розбудовується сільська інфраструктура.

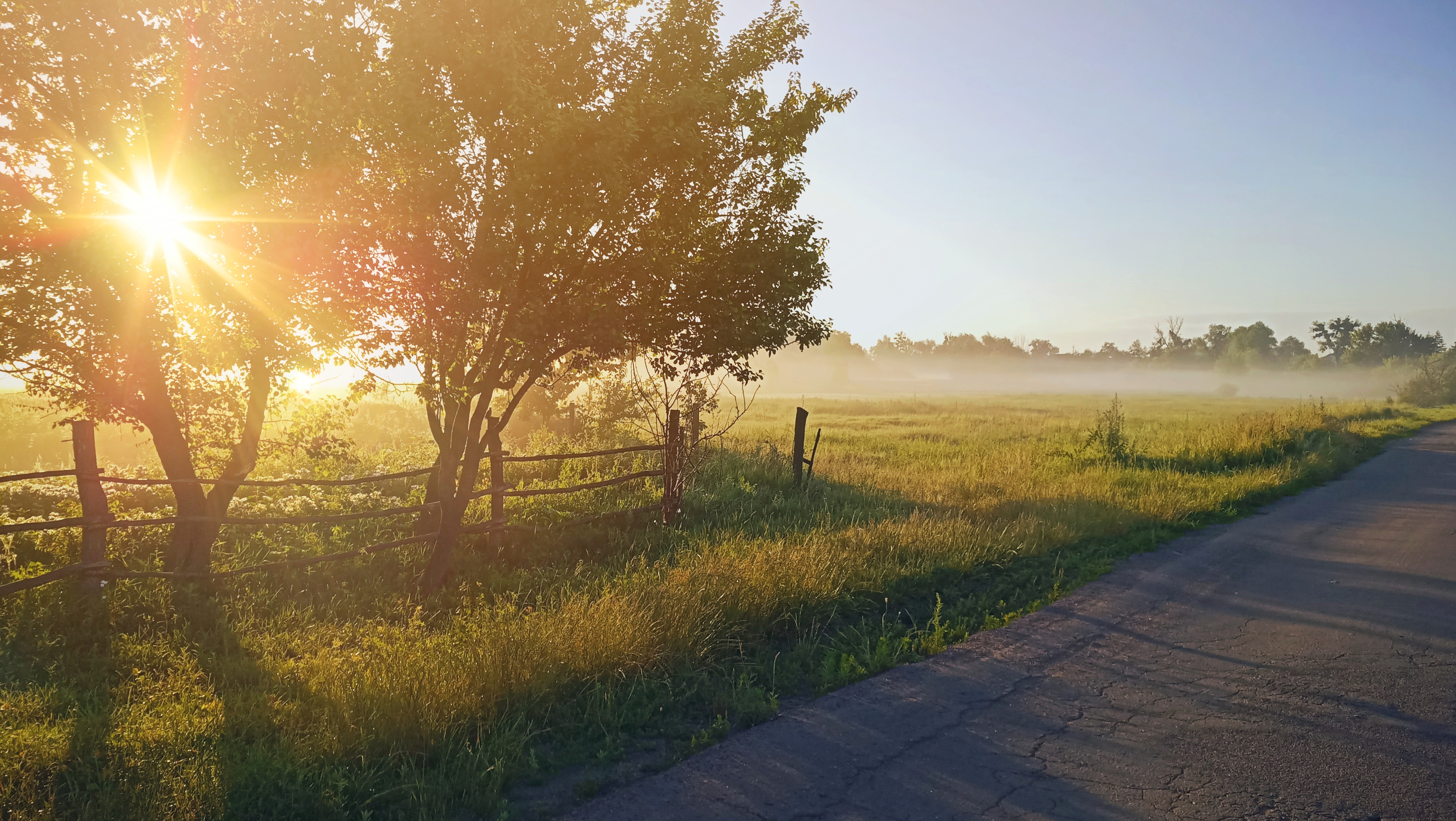
Світанок (вул. Гагаріна)

У травні 1955 року загальні збори колгоспників серед багатьох рішень затвердили договір про проведення електролінії на суму 500 крб. та придбання легкового автомобіля. 1960 року загальна площа орних земель у колгоспі становила 1948,8 га, (1236 га займала цариця полів — кукурудза). Крім вирощування зернових та зернобобових, у господарстві розводили овець, птицю, займалися виробництвом меду та розведенням товарної риби. Особливу гордість становило розведення породистих коней, навіть існував свій іподром. У селі працювали цегельний завод, млин, пилорама, кіноустановка.
На 1965 рік у двох селах проживало 1267 жителів. Кількість дворів нараховувала 390 одиниць. У цьому ж році було відкрито нове відділення зв'язку, діяли три заклади торгівлі, побудовано нове приміщення телятника, склад мінеральних добрив, продовжувалося будівництво шосейної дороги по селу. В 1966 році були механізовані процеси з видалення гною із ферм, роздачі кормів, доїння. У 1966 році розпочато будівництво нового приміщення середньої школи.
У 70 — 80 рр. потужно працював місцевий цегельний завод. Нарощує темпи випуску продукції колгоспний консервний завод, який очолював Вовчок Олексій Пилипович. Значний прибуток до сільського бюджету приносив місцевий свиновідгодівельний комплекс.
В кінці 70-х на початку 80-х років яскраво грає у першості району сільська команда футболістів, провідним гравцем якої був уродженець села В. П. Сліпчук, колишній гравець першолігової «Буковини».
Популярним і знаним у районі став аматорський хор завадівського сільського клубу, який очолював Зайчук П. М. Завадівчани гастролювали селами району, їх запрошували й у сусідні райони.
У 1991 році за головування І. В. Міняйла колгосп ім. XVIII партійного з'їзду був перейменований у колгосп «Рось», у 1994 році колгосп «Рось» реорганізований у КАП «Рось». 1996 року було проведено розпаювання земель і 643 жителі Завадівки отримали земельні паї. 2000 році КАП «Рось» було реорганізовано в ПОП «Рось», а в 2002 році на його базі було створено ПСП «Діар». Крім цього сільськогосподарського підприємства, частину земельних паїв орендує ТОВ «Володарка-Комбікорм» та ФГ «Рось».
В 2012 році було відновлено футбольну команду, під назвою ФК «Рось» с. Завадівка. В першому чемпіонаті Володарського району команда посіла четверту сходинку турнірної таблиці.

## Легенда про село
Влітку, восени чи взимку

стань над Россю на хвилинку,

подивись як вода грає,

рибка із дна випливає.

Тут спокійно й завжди гарно,

ріка хвилі несе плавно,

а вода собі дзюркоче,

розказати легенду хоче.

Що ж послухаємо казку — 

хай століття скинуть маску!

Бачим вершників багато,

що ж це в них? Спортивне свято,

може кінські перегони?

Ні, всі зібрані в загони.

Дивний одяг люди мають,

а на сонці — мечі грають.

Це — орда. Вона несеться

в край, куди лиш заманеться,

топче, ріже, убиває,

палить й в рабство забирає!

Нападали сини вражі й на Вкраїну.

Хлібні ниви будуть стоптані жахливо,

як пройде тут військо хана

чи Батия, чи Шайтана.

От природа і повстала — 

у ліси людей сховала.

Розлилася й Рось болотом -

не проскачеш вже галопом,

на заваді вода стала

й шлях в нападників забрала.

Люди ж довго не барились,

в цьому місці поселились.

Між болотом та водою,

поміж миром та війною.

Рось — Завада величали,

село ж Завадівка назвали

### Вірш «Завадівка»
(Костянтин Кравець, 9 червня 2014 р.)
Завадівка на Трійцю чарівна
В нагоді показалася
привітно, Мов дівчина з далекого
села,-
Нескривджена красива і
тендітна.
Повітрям кришталевим
пройняла
І тишею на вушко шепотіла, Пташок вечірнім співом
залила,-
У спокої думки мої ловила…
Про літню молоду її красу
У надбаних городах біля
хати, Ранішню світанкову ту росу, Що вміє діамантами блищати.
Ставків під верболозами
туман
І плюхкіт карасів понад
водою, Про різнотрав'я пахощів
дурман
Над скошеною свіжою травою.
Поля із жита хвилями лягли
Пухнасті і скуйовджені
дощами, Вже соком наливаються вони, Красуючись барвистими
квітками
Червоних маків, наче у вінку
Завадівські навкруг поля
пшениці, Розкинувши свою красу
п'янку, Кольором насолоджують
зіниці…
Суницями горби тут поросли
Красивими, духмяними й
смачними, Спускаючись полого до води, Я літо це запам'ятаю з ними.
З ставами, що кущами
заплели, Й місточками у них для риболовлі, З підлісками ще повними
води,-
Вони батьки думок моїх промовних…:
Село вкраїнське, ти колиска
душ, Дітей незбайдужілих своїх
мати, Серця ж бо їх прокинутися
змуш, Пісень дочутись й віршів
прочитати.
В яких вже написали ще до
нас
Кобзар із Котляревським та
братами, Що прийде довгоочікуваний
час, Коли ж бо вже не будемо
волами!
Й на повні груди волю ми
вдихнем, Розпрямимося звернуті до
неба, Брехню й наругу разом
проженем, Й нарешті зрозумієм,- що нам
треба.
І кожен з нас умом своїм
дійде, До чого нам разом тягнутись
треба, І в собі врешті кожен
віднайде
У пошуку нагальну ту потребу.
А хто негоден буде — розгнівить
Просвітлений народ увесь і
Бога, Щасливу Батьківщину залишить
Вигнанцем, й нелегка буде
дорога…
В красотах сіл, плекається
душа, Завадівок таких по Україні
Безмеж багато, тож не заважа
Нехай нам, їх надбання солов'їні
У душах зберегти і у серцях, Й не тільки зберегти, а й
відродити
Ніхто й ніколи, й з гордістю
в очах
В Завадівок краю щасливо
жити…
Дітей ростити, у мирі і
красі, Потрібне розповісти й
показати, Бо ж всі ми українці, і в
душі
Та серці, Україна наша мати!

## Населення

### Мова
Розподіл населення за рідною мовою за даними перепису 2001 року:
| Мова       | Кількість | Відсоток |
| ---------- | --------- | -------- |
| українська | 872       | 98.75%   |
| російська  | 10        | 1.13%    |
| білоруська | 1         | 0.12%    |
| Усього     | 893       | 100%     |

## Відомі люди
У різний час у Завадівці проживали та навчалися у місцевій школі доктор історичних наук Бачинський П. П., доктор медичних наук Годинська М. П., доктор педагогічних наук Прозор Г. Н., генерал-майор СБУ Кулінський М. Й.
- Ковальський Тарас Володимирович (1992—2015) — солдат Збройних сил України, учасник російсько-української війни.
- Татарчук Сергій Володимирович (07.06.1985 - 21.08.2014) - солдат 72 ОМБр, учасник російсько-української війни

## Галерея

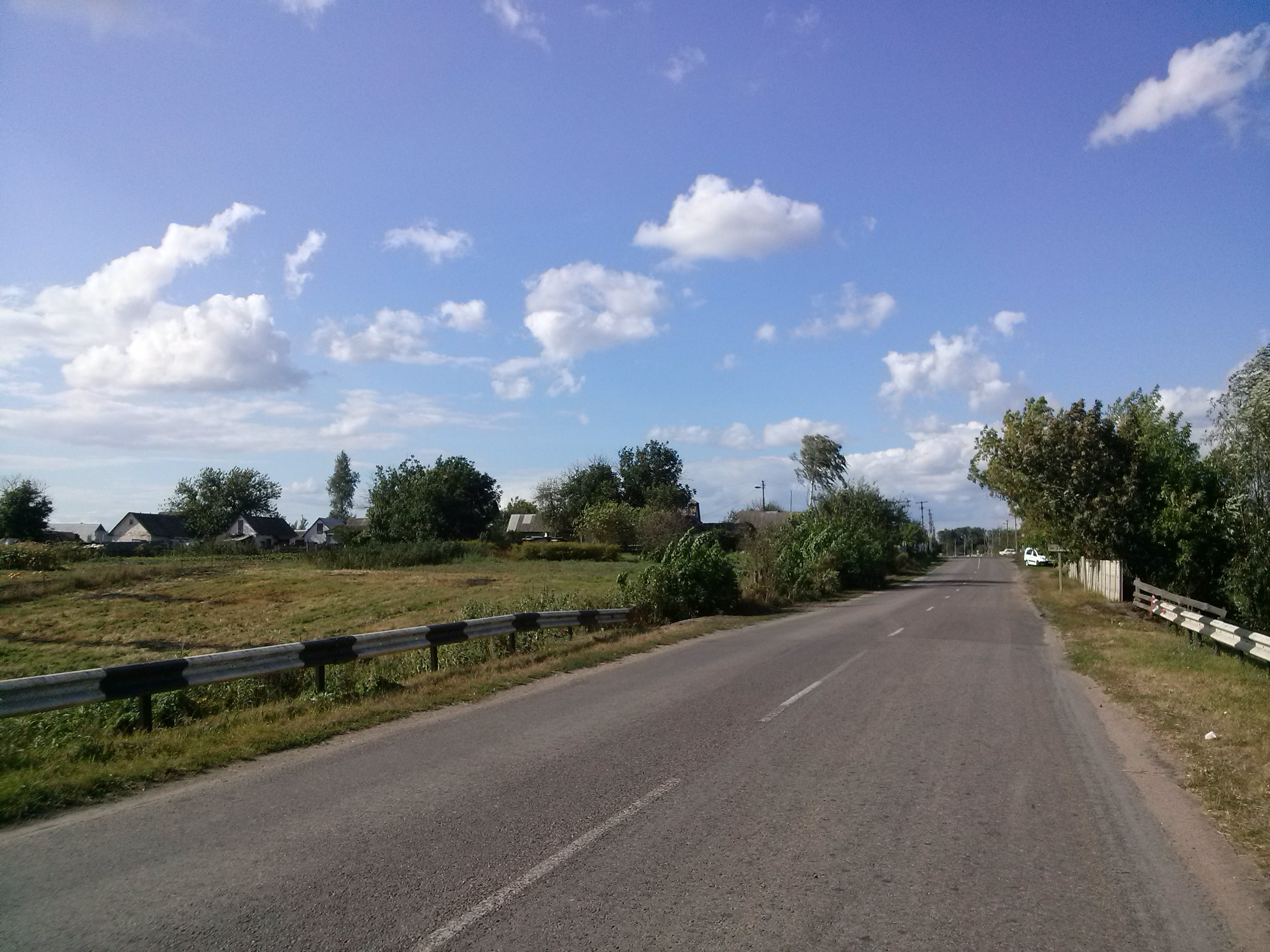
В'їзд у село
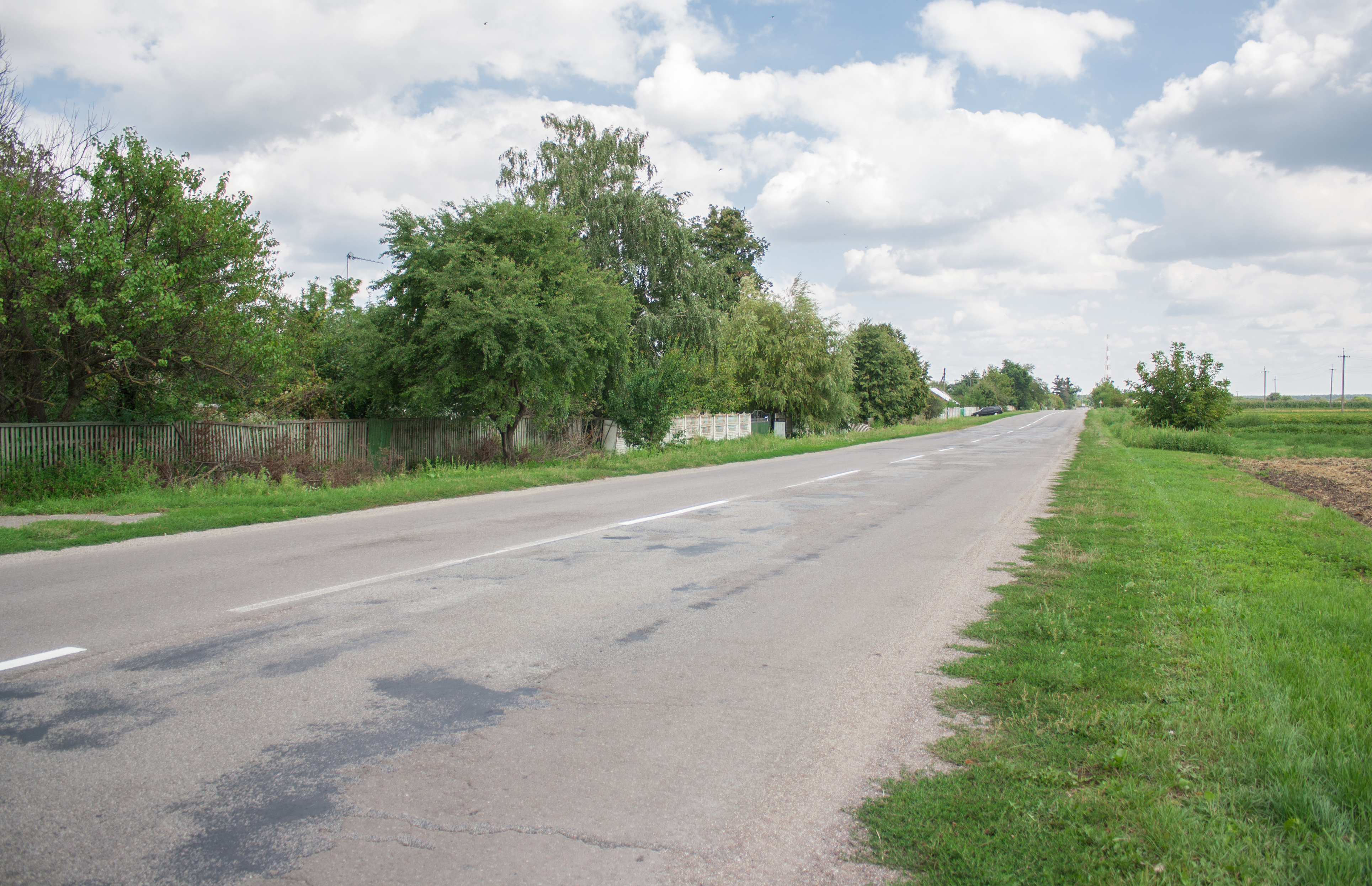
Вулиця Шевченка
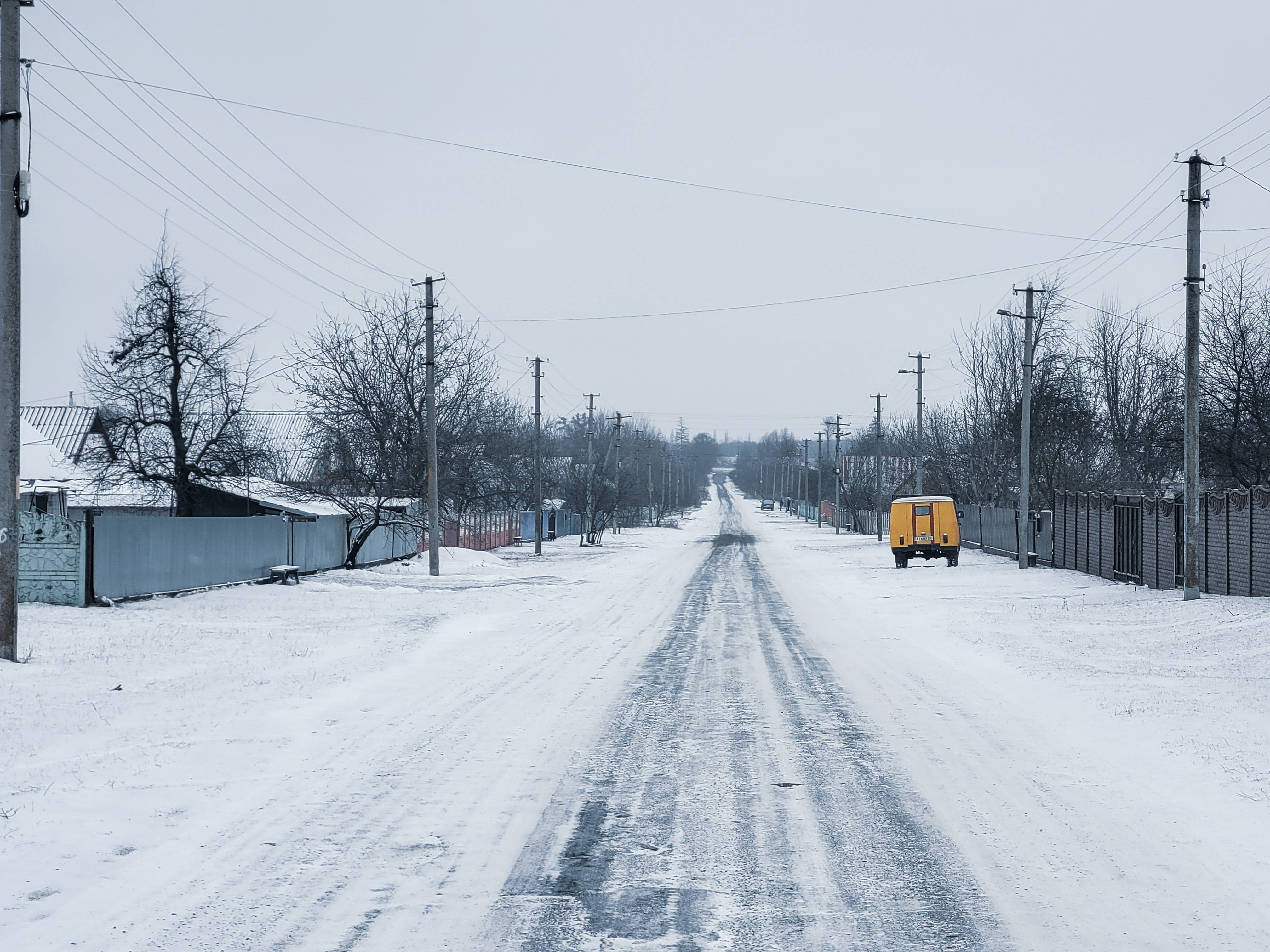
Вулиця Гагаріна
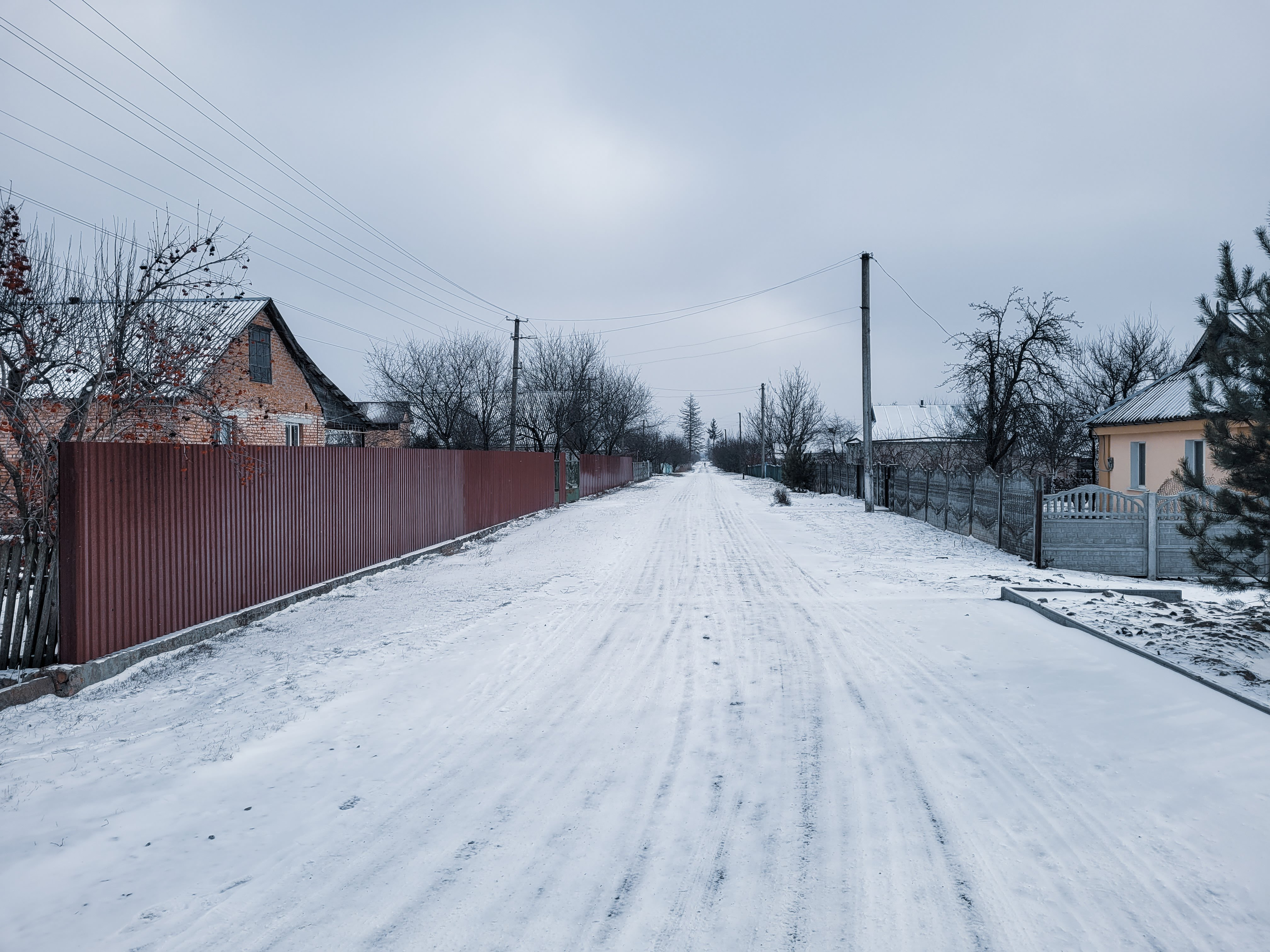
Вулиця Середня
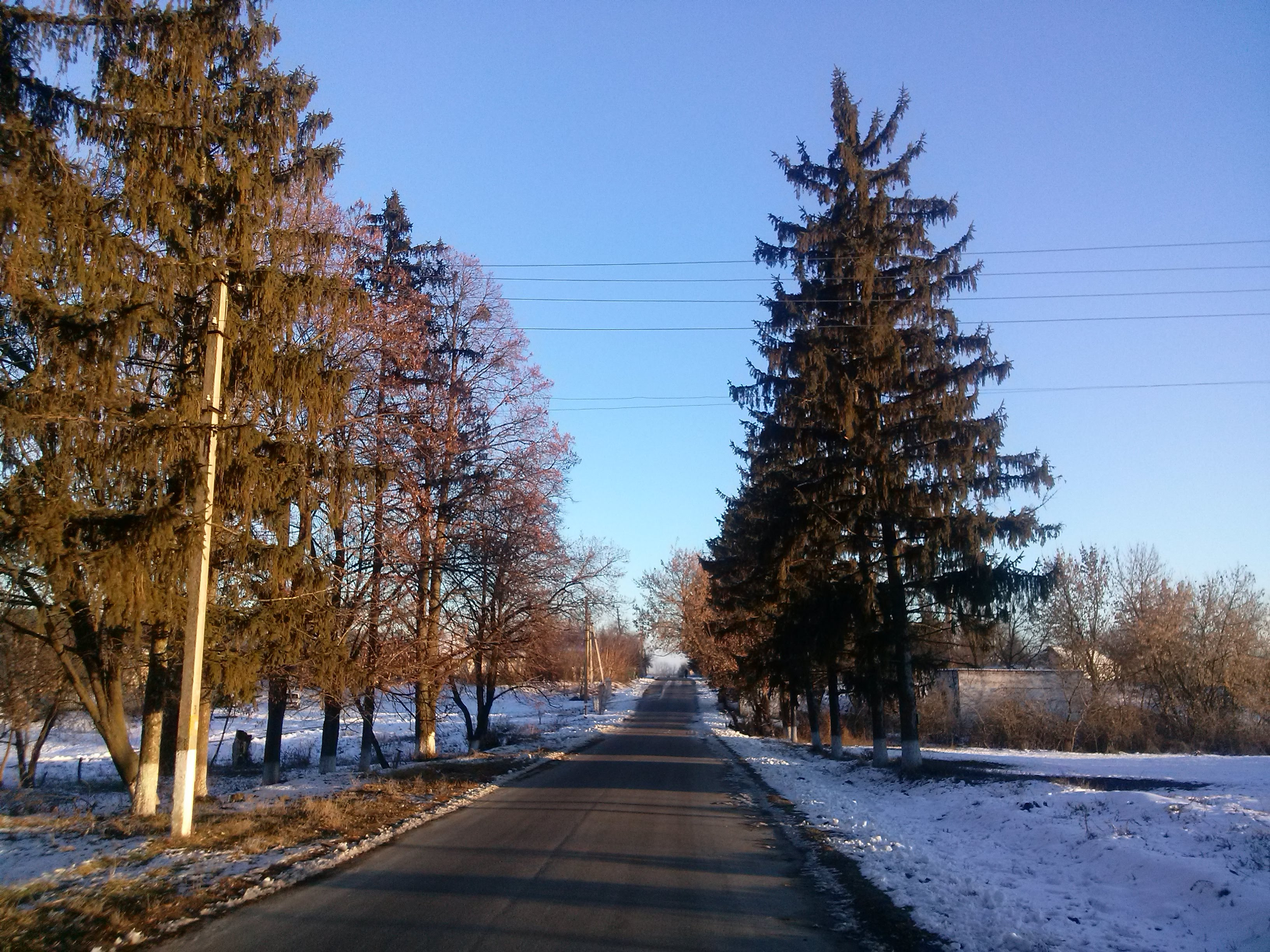
Вулиця Середня
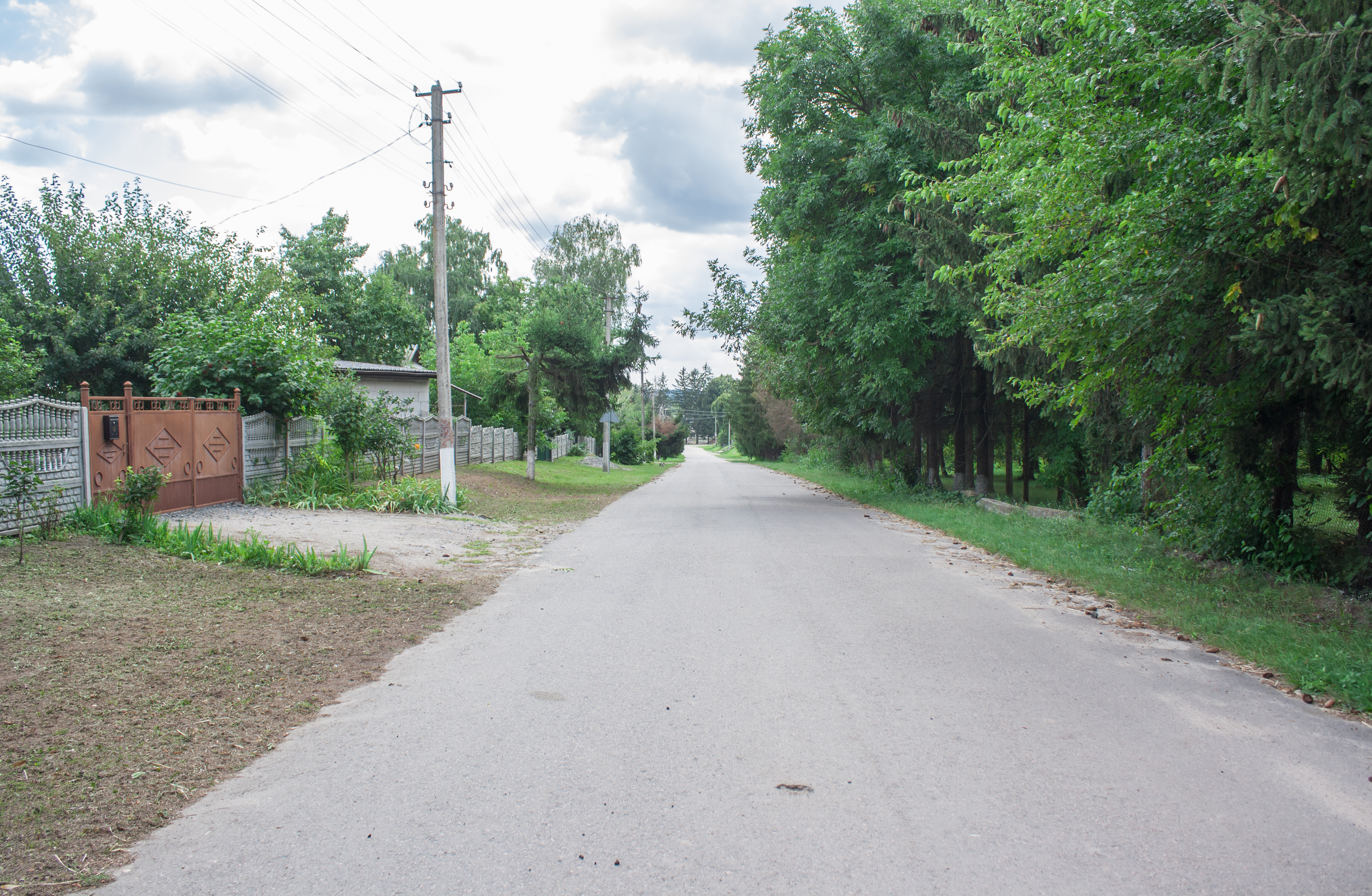
Вулиця Шкільна
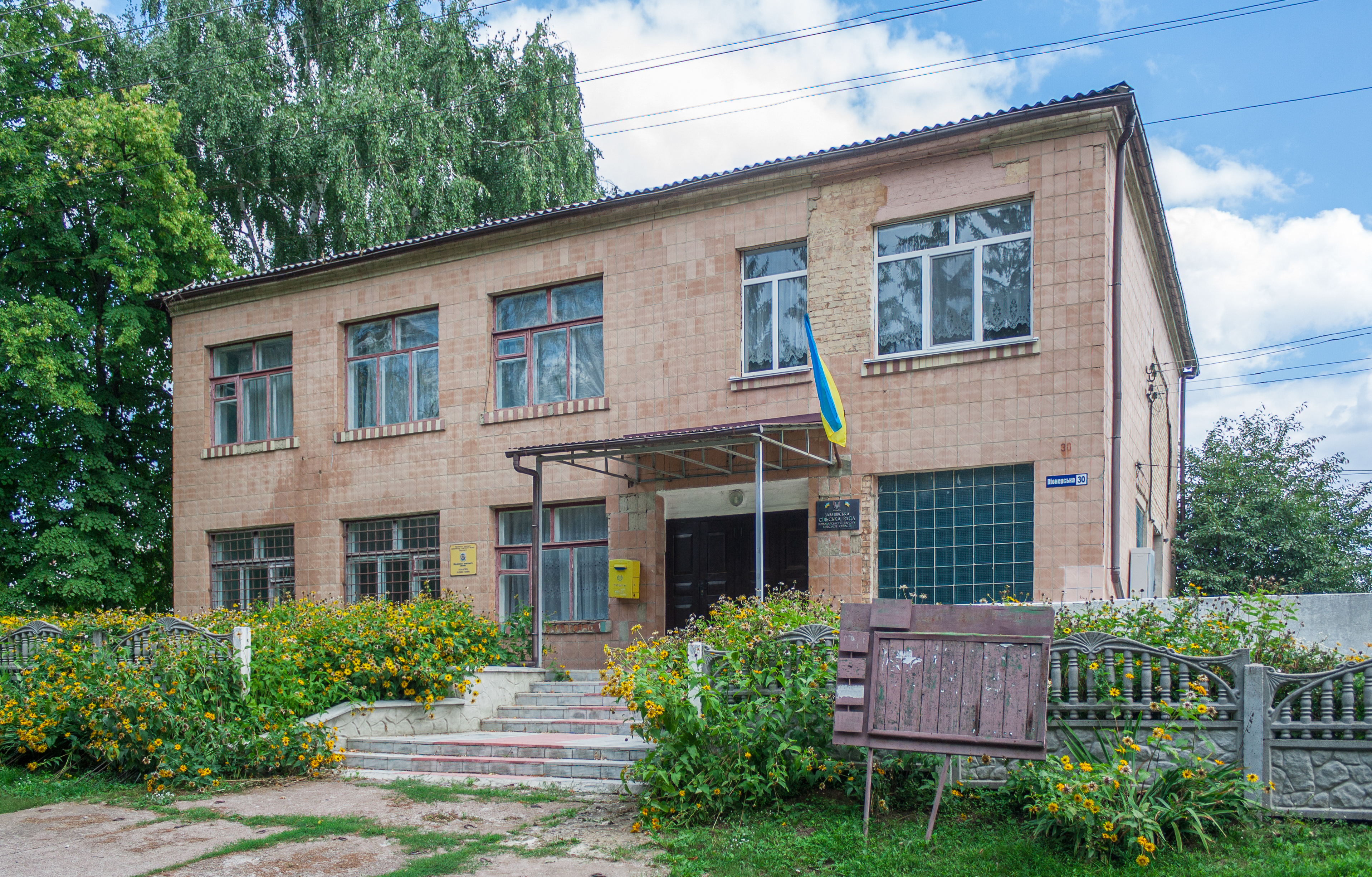
Сільська рада
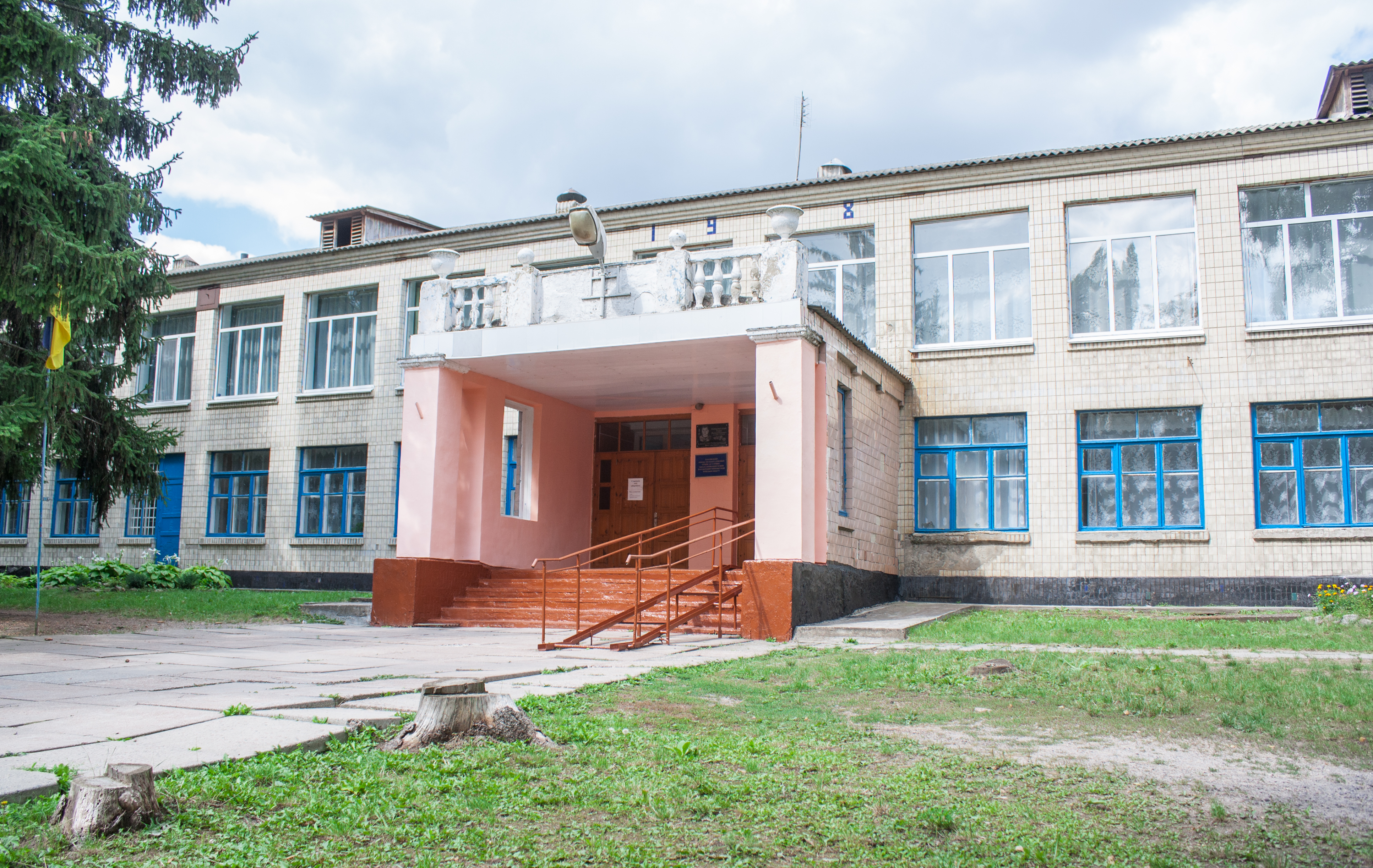
Школа
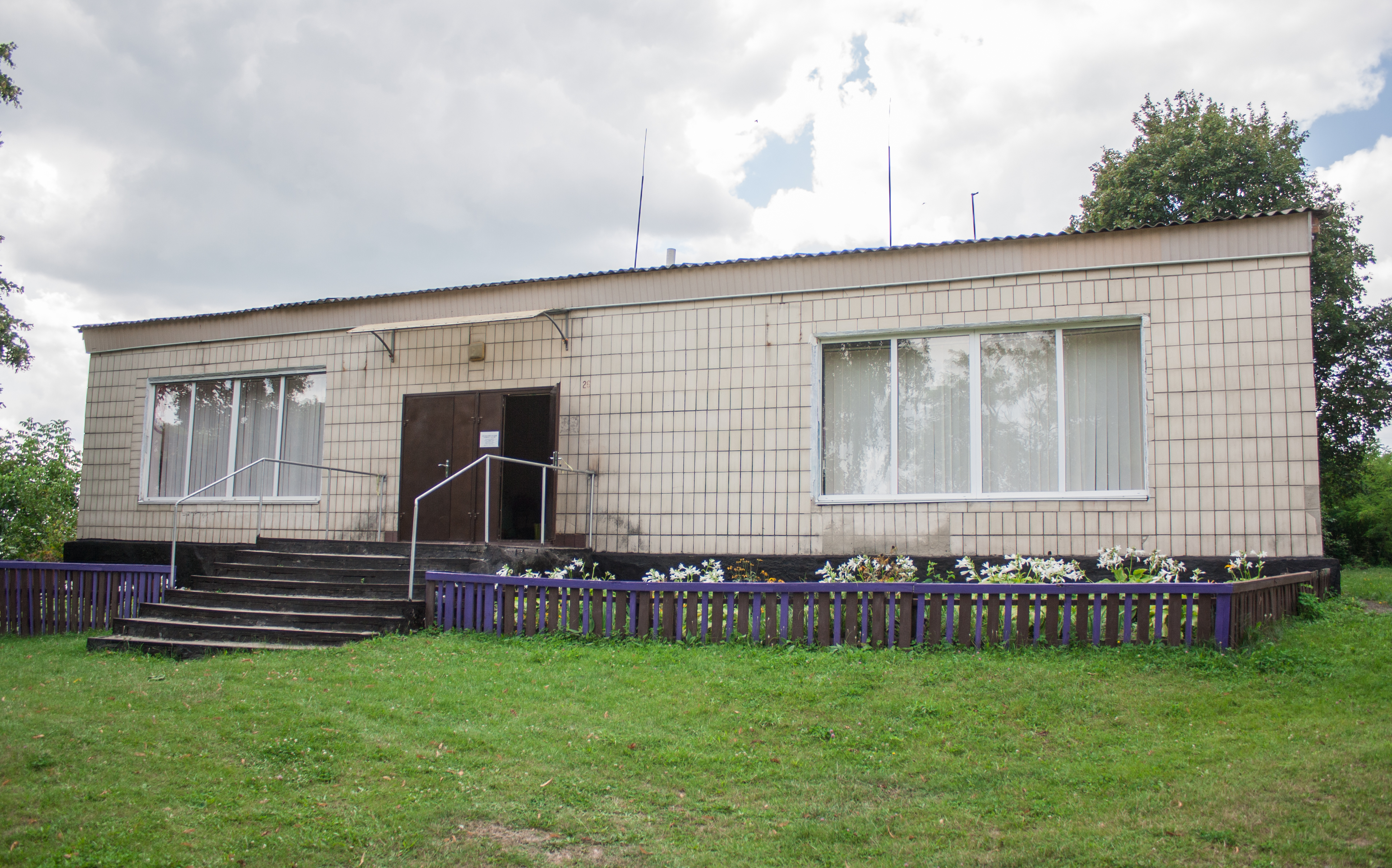
Будинок культури
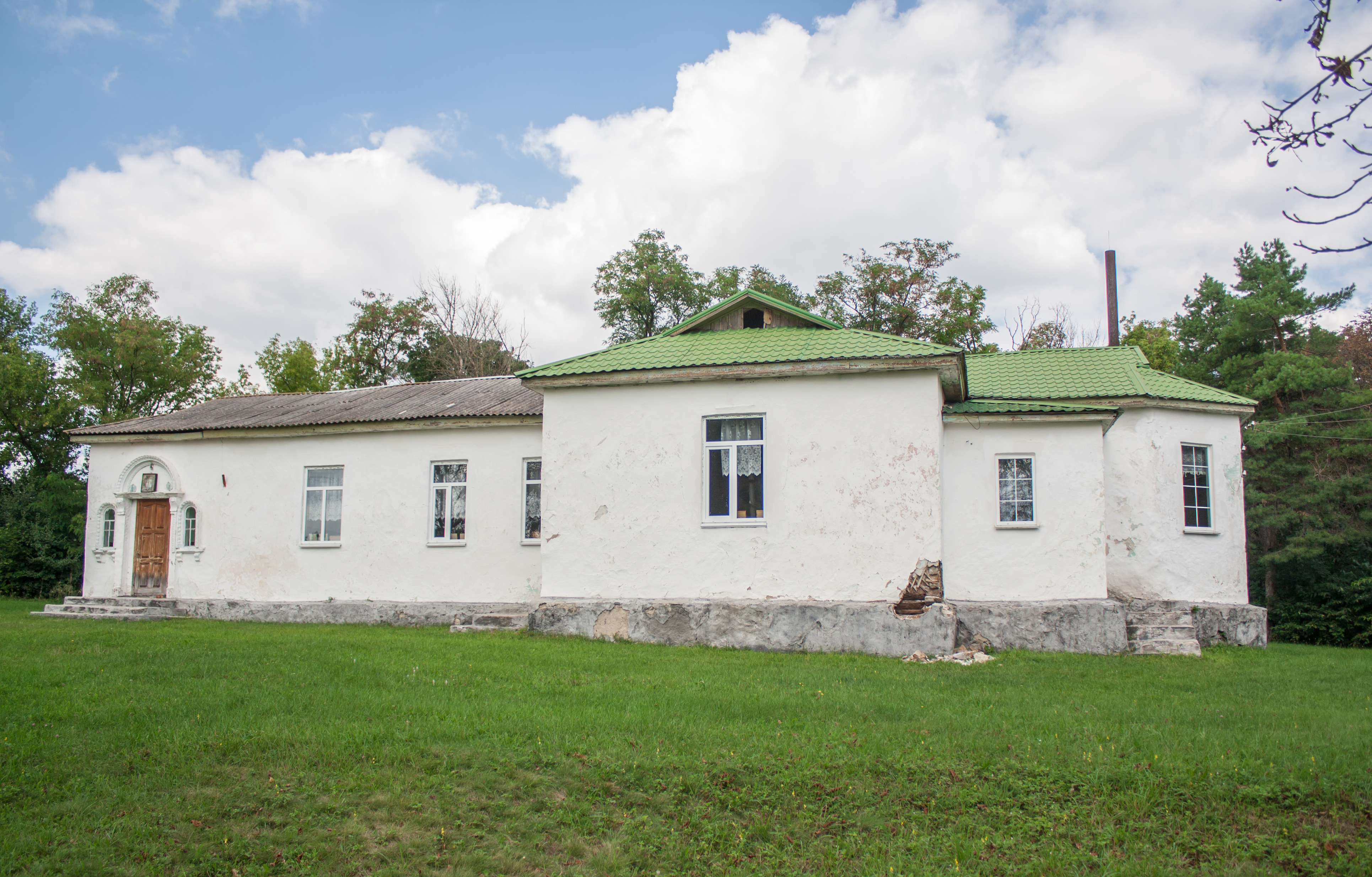
Церква
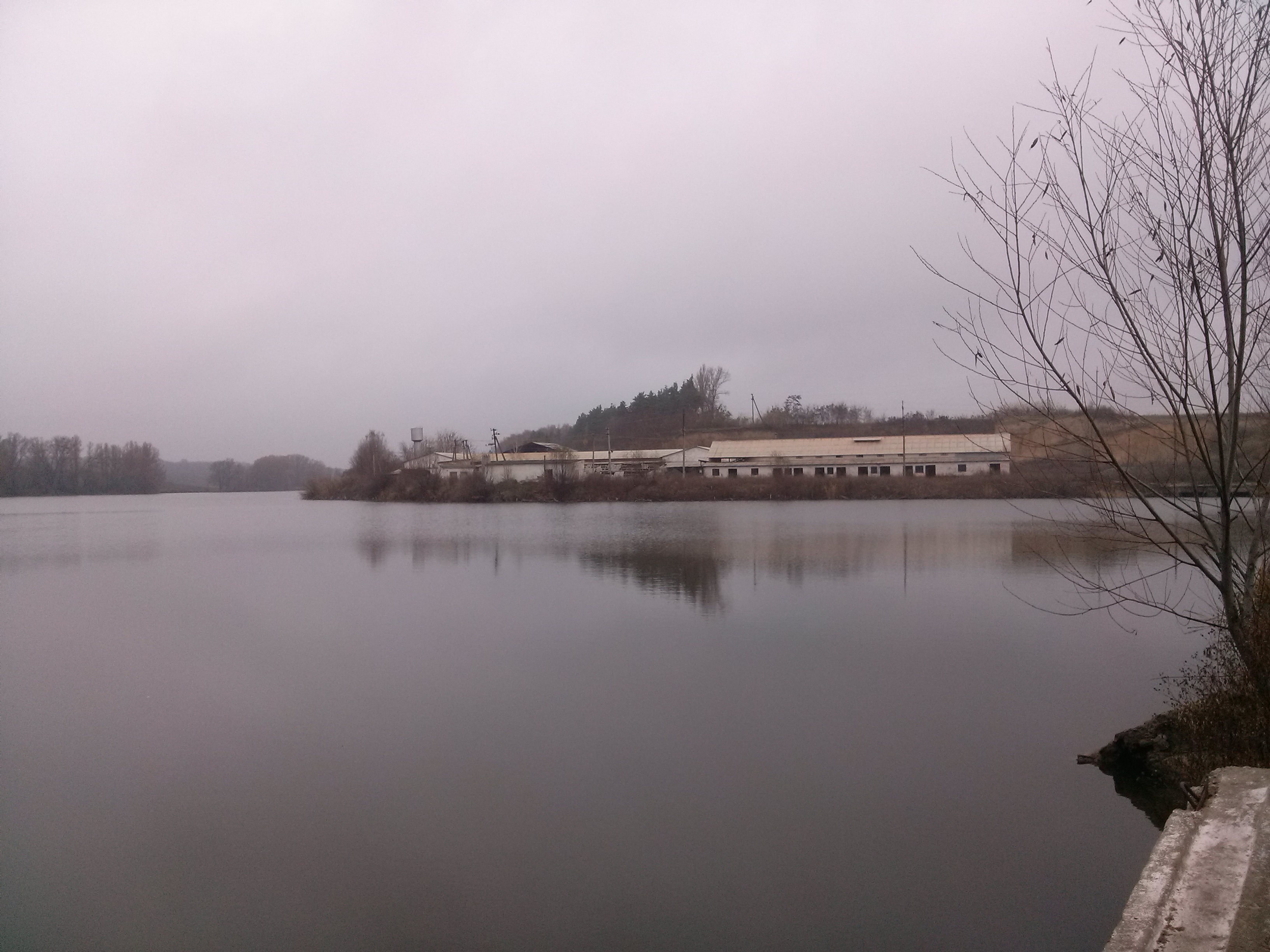
Цегельний завод
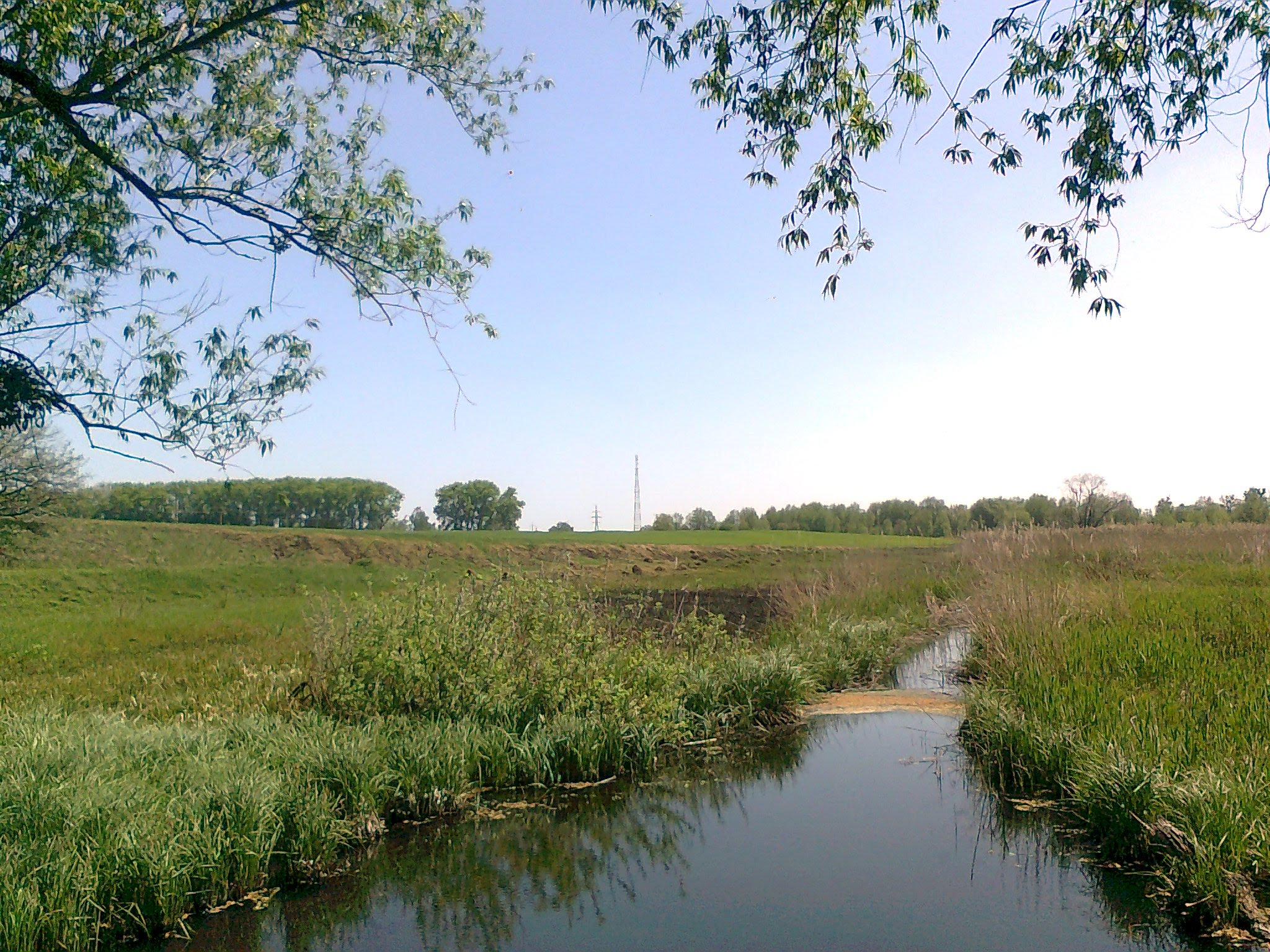
Річка Рогозянка
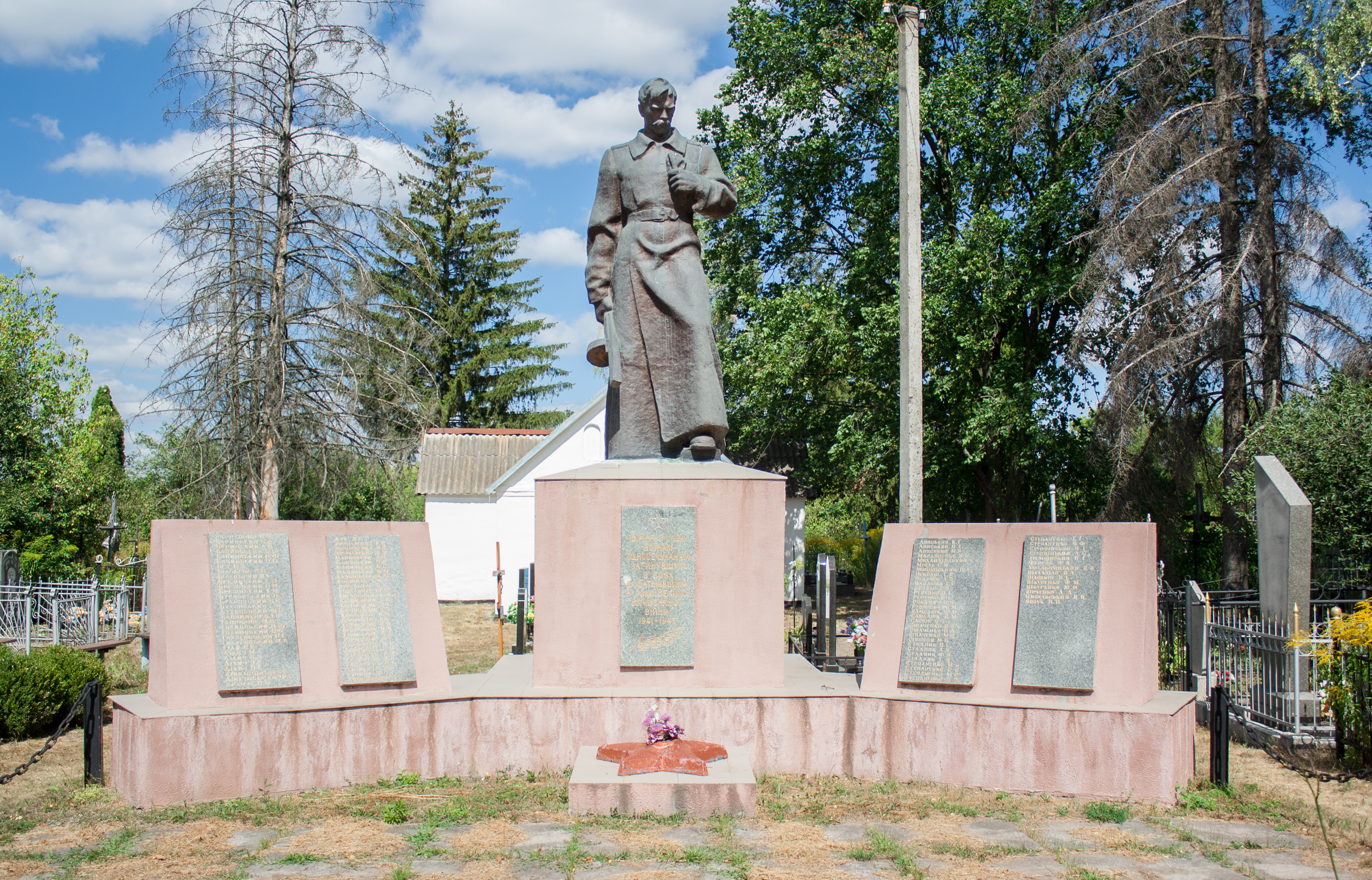
Пам'ятник воїнам-односельцям
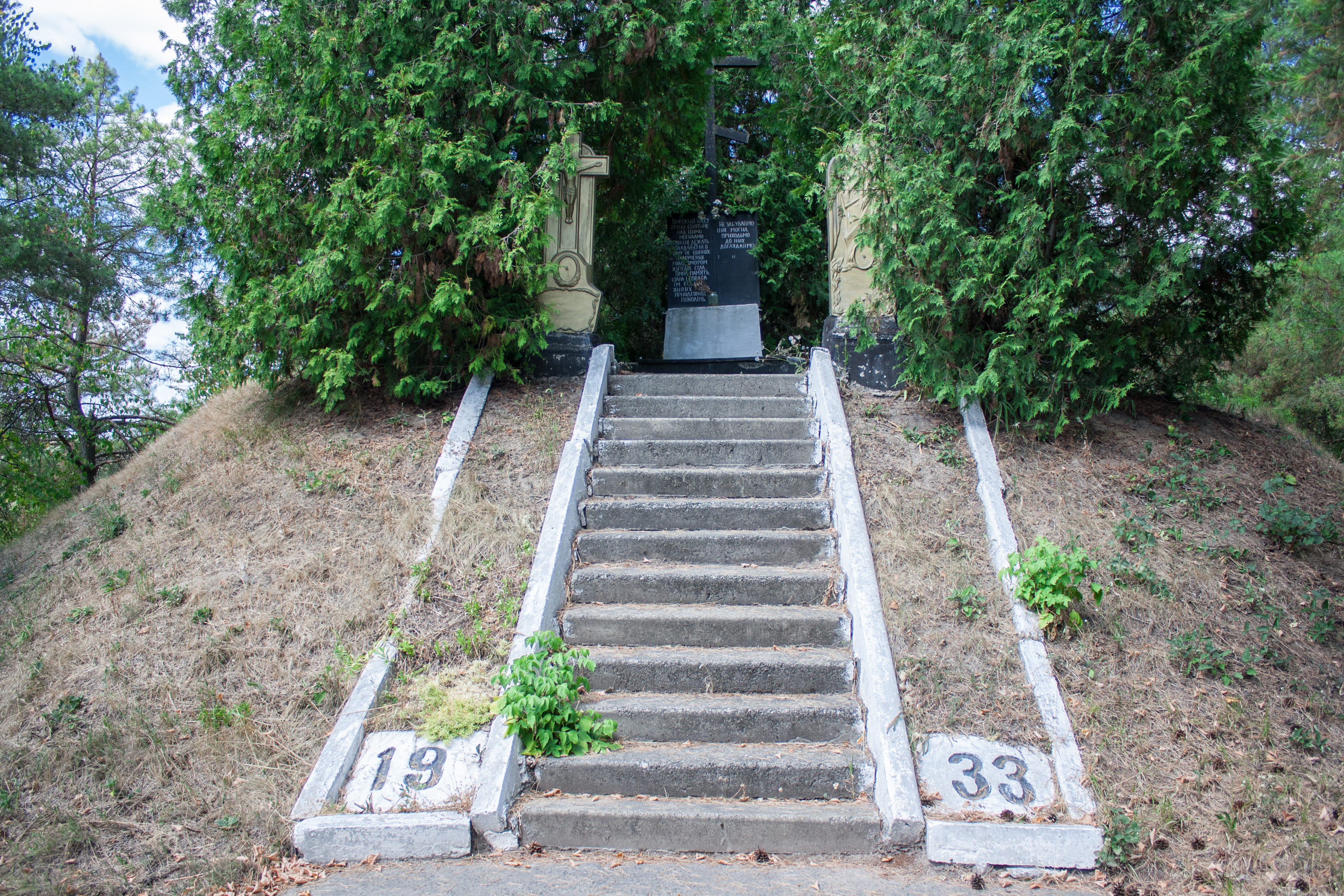
Пам’ятний знак жертвам Голодомору